# 吳安儀
吳安儀，BBS，MH（1990年11月17日—），香港女子士碌架運動員。曾在2015、2017及2018年三度贏得女子世界士碌架錦標賽冠軍，並在2018年2月首度登上世界女子桌球與斯諾克協會排名第一位。

## 簡歷
吳安儀早年與父母同住於大埔大元邨，家有兩姊一兄，是家中的孻女；父親吳任水為香港桌球壇名宿，而兄長吳俊文亦曾經參加香港桌球賽。吳安儀就讀香港道教聯合會雲泉吳禮和紀念學校時已開始沉迷網上遊戲，為了玩樂徹夜不眠；自13歲開始在父親的桌球室接觸桌球運動後，就整天埋首在桌球枱。吳安儀在2002年畢業於香港道教聯合會雲泉吳禮和紀念學校下午校，於中學時期就讀於佛教慈航智林紀念中學，在2007年完成中五課程後，就全職在父親工作的桌球室上班及練習桌球。2010年4月，正式成為香港全職桌球運動員。

## 職業生涯
2006年，吳安儀首次參加香港女子桌球公開賽就奪得季軍；於翌年參與香港21歲以下桌球公開賽，除了是這個賽事唯一一個女生參加，更贏得冠軍。
於2007年，吳安儀到印度參與世界二十一歲以下青少年桌球錦標賽，奪得亞軍。
2009年11月，吳安儀參加世界業餘桌球錦標賽女子組賽事，擊敗比她年長30年、十屆澳洲冠軍帕拉舒，成為香港首位世界業餘桌球錦標賽女子組冠軍。
2010年11月，吳安儀代表香港參加2010年亞洲運動會，取得女子斯诺克6红球团体金牌及女子斯诺克6红球单打铜牌。同年12月，她出戰敍利亞舉行的世界業餘桌球錦標賽，於決賽以5:0擊敗亞運女團金牌隊友葉蘊妍，成功衛冕冠軍，成為繼英國選手瑞娜·埃文斯後，第二位連續兩屆奪冠的球員。
於2013年，吳安儀世界排名升至第2位。
2015年4月22日，吳安儀在WLBSA世界女子桌球賽贏得冠軍。吳安儀在晉級路程上已是越戰越勇，4強以4:2的局分擊敗衛冕冠軍埃文斯，決賽更再下一城，以6:2擊敗邦妮（Emma Bonney），成為世界女子桌球賽冠軍。同年8月11日，吳安儀在巴基斯坦卡拉奇舉行的世界6個紅球桌球錦標賽奪得冠軍。4強以4:1擊敗來自印度的卡文妮晉級，決賽以5:2擊敗印度球手Vidya Pillai。
2017年3月19日，吳安儀在WLBSA世界女子桌球賽再度贏得冠軍。於2017年10月29日吳安儀奪得伊甸桌球大師賽冠軍。
2018年2月，吳安儀在世界女子桌球總會公佈的世界排名中，以69,850分超越11屆世界冠軍伊雲絲（Reanne Evans），首次登上世界女子撞球與斯諾克協會排名第一的排名。同年3月，吳安儀出戰在馬耳他舉行的WLBSA世界女子桌球賽決賽中，以5:0擊敗卡達蘭露（Maria Catalano），四年內三度封后，成為該賽事自1976年以來，第五位球手奪得三次或以上冠軍的選手。她由小組三場分組賽至決賽，期間未失一局。
2021年3月8日，世界桌球巡迴賽在「38婦女節」宣布，兩位女子桌球頂尖球手，香港吳安儀及英國伊雲絲，獲得2年參賽資格，兩位女子桌球手未來2年將可參加職業賽，同男子桌球手比賽。

## 世界賽成績
| 年份   | 賽事                                                    | 項目     | 結果 |
| 2007年 | IBSF世界業餘21歲以下青少年桌球錦標賽 (Goa, India)       | 女子個人 | 亞軍 |
| 2009年 | IBSF世界業餘桌球錦標賽 (Hyderabad, India)               | 女子個人 | 冠軍 |
| 2010年 | 亞洲運動會(廣州)                                        | 女子個人 | 銅牌 |
| 2010年 | 亞洲運動會(廣州)                                        | 女子隊際 | 金牌 |
| 2010年 | IBSF世界業餘桌球錦標賽 (Damascus, Syria)                | 女子個人 | 冠軍 |
| 2013年 | IBSF世界業餘桌球隊際及6個紅球錦標賽 (Carlow, Ireland)   | 女子個人 | 冠軍 |
| 2013年 | IBSF世界業餘桌球隊際及6個紅球錦標賽 (Carlow, Ireland)   | 女子隊際 | 亞軍 |
| 2015年 | WLBS世界職業桌球錦標賽 (Leeds, England)                 | 女子個人 | 冠軍 |
| 2015年 | IBSF世界業餘桌球隊際及6個紅球錦標賽 (Karachi, Pakistan) | 女子個人 | 冠軍 |
| 2016年 | WLBS世界職業桌球錦標賽 (Leeds, England)                 | 女子個人 | 亞軍 |
| 2016年 | IBSF世界業餘桌球隊際及6個紅球錦標賽 (Egypt)             | 女子隊際 | 冠軍 |
| 2016年 | WLBS德國女子職業桌球錦標賽 (德國紐倫堡)                 | 女子個人 | 冠軍 |
| 2016年 | ACBS亞洲桌球運動會6個紅球賽 (Fujairah, UAE)             | 女子個人 | 冠軍 |
| 2017年 | WLBS世界職業桌球錦標賽 (Singapore)                      | 女子個人 | 冠軍 |
| 2018年 | WLBS世界職業桌球錦標賽 (St. Paul's Bay, Malta)          | 女子個人 | 冠軍 |
| 2019年 | IBSF世界業餘桌球錦標賽 (Turkey)                         | 女子個人 | 冠軍 |

## 榮譽
- 香港特區政府嘉獎

榮譽勳章（MH）（2011年）
銅紫荊星章（BBS）（2017年）
- 香港傑出運動員選舉

「香港傑出運動員」（2009年、2012年、2013年、2014年、2015年、2016年、2017年、2018年 - 共8次當選）
「香港傑出運動員 - 星中之星」（2015年、2017年- 共2次當選)
「香港最佳運動組合」－ 香港女子桌球隊（2010年、2016年 - 共2次當選）

## 綜藝節目
- 2015年：今晚睇李
- 2015年：學是學非
- 2015年：網絡挑機

## 廣告
- 2017年：白蘭氏雞精
- 2017年：富邦銀行
- 2023年：桂格燕麥